# Pont de la Frontière
Le pont de la Frontière de Potton est en treillis de type Town simple construit en bois. Il a été cité monument historique le 6 octobre 2008.

## Histoire
Le pont fut construit en 1896 pour traverser le ruisseau Mud et fut cité monument historique le 6 octobre 2008.

## Toponyme
Le pont de la Frontière est également connu sous le nom de pont Province-Hill

## Couleur
Le pont et le lambris sont de couleur rouge sang bœuf.